# Milovan Glišić

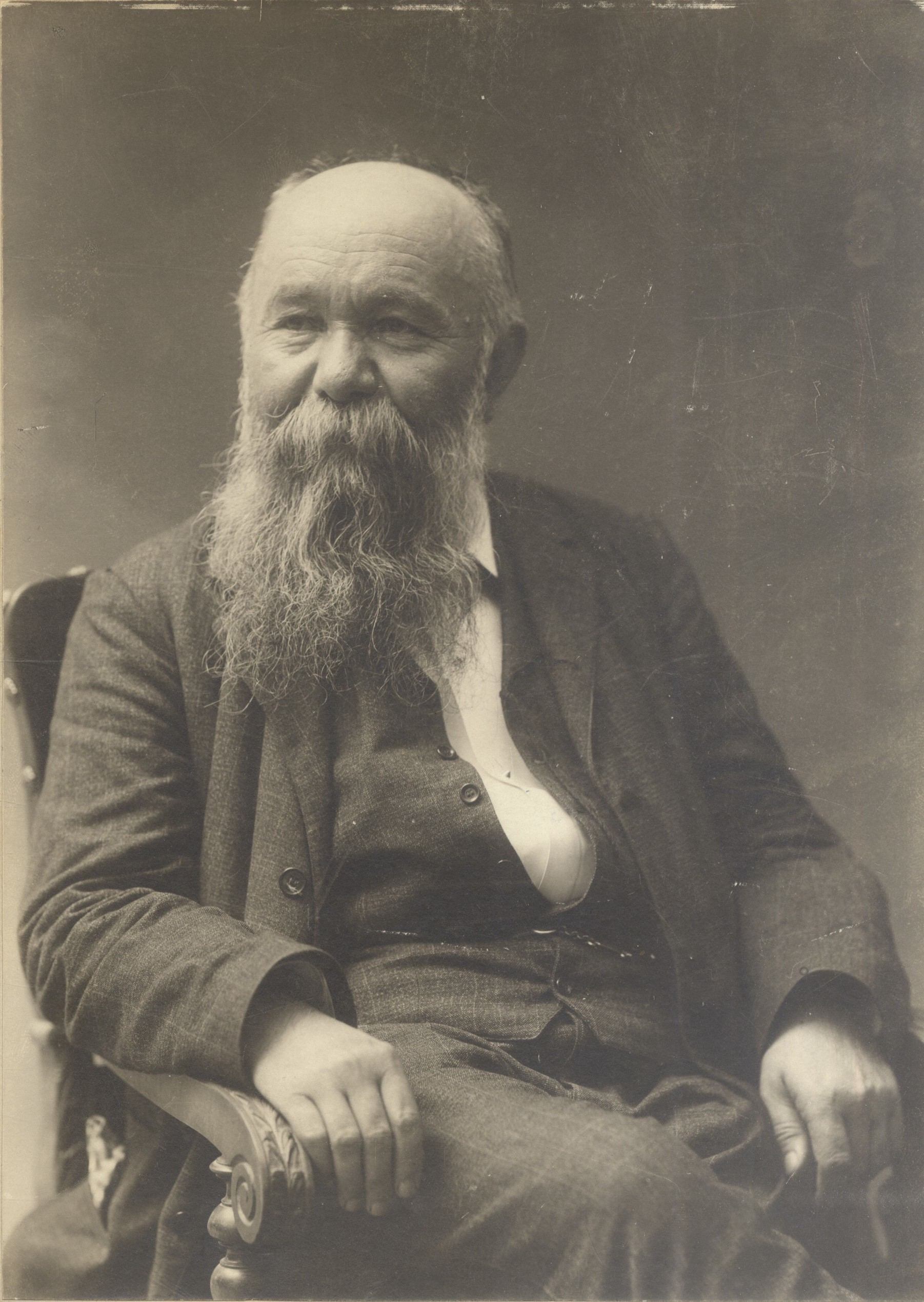
Milovan Glišić

Milovan Glišić (ur. 6 stycznia 1847, zm. 1 lutego 1908 w Dubrowniku) – serbski pisarz, dramaturg i teoretyk literacki.
W młodości zaangażowany w działalność niepodległościową na rzecz wyzwolenia Serbii spod tureckiego panowania. Pisał głównie realistyczne opowiadania, w których, posługując się formą satyry, ukazywał serbską wieś, a przede wszystkim życie biedoty bezwzględnie wykorzystywanej przez administrację i ziemian. Opowiadania opierał często na ludowych podaniach.
W krytyczny sposób odnosił się do wielu negatywnych zjawisk społecznych, m.in. szerzącego się i rujnującego chłopów lichwiarstwa, chciwości kupców i właścicieli ziemskich, ignorancji urzędników i kleru.

## Twórczość
- „Dava Cvancika” (1883),
- „Podvala” (1885)